# 波伊朗岛
波伊朗岛（葡萄牙語：Poilão）是几内亚比绍比熱戈斯群島中的一个无人岛，全岛均为若昂維埃拉和波伊朗國家公園的一部分，位于几内亚比绍的最南端，面积43公顷。岛上森林茂密，每年约有7,000—29,000只綠蠵龜在此筑巢，联合国教科文组织认定波伊朗岛为世界非洲生物圈保护区网络的一部分。

## 地理与文化
波伊朗岛总面积43公顷，海岸线长4公里（2.5英里），其中沙滩占2.3公里（1.4英里），其余大部分为岩石潮间带。气候为热带季风气候，5月至11月为雨季，其余为旱季。波伊朗岛距比热戈斯群岛其他岛屿较远，距离最近的岛屿是北部7海里（13公里）梅奥岛，东北侧11海里（20公里）为若昂维埃拉岛。
波伊朗岛是一个无人岛，附近的羅沙島居民将该岛作为举行男性成年仪式的场所（因此传统上禁止年轻女性登陆该岛），并不将波伊朗岛视为收集资源、狩猎的地方。岛上有临时避难所建筑以及一些海龟遗骸，这些被认为是非当地渔民所遗留下的痕迹。此外，岛上建有一座焦距27米（89英尺）的灯塔。

## 生态与保护
岛上茂密的森林与世隔绝，且是綠蠵龜的重要的栖息之所。距2000年的一项调查估计，岛上拥有7,400个绿蠵龟巢穴和6个玳瑁巢穴，2014年，调查估计岛上的巢穴有约40,000个。波伊朗岛是非洲绿蠵龟的最大繁殖地，以及世界五大绿蠵龟繁殖地之一，全球有约5%的绿蠵龟种群仅在波伊朗筑巢。绿蠵龟的筑巢期在每年的7月—10月。虽然绿蠵龟在全球范围内的数量有所下降，但波伊朗岛上的绿蠵龟种群数量基本保持稳定。由于岛上几乎没有天敌和洪涝的威胁，岛上海龟巢穴繁多，甚至有许多巢穴重叠在一起，自2019年开始，部分海龟因巢穴重叠而将产卵地转移到了若昂维埃拉岛。另外，部分棱皮龜也会在岛上筑巢，栖息于岛上的巨蜥、卷毛鬼蟹偶尔会占据海龟所筑的巢穴，岛上亦有驼海豚属、宽吻海豚属、鲹属、笛鯛屬和鲨等生物分类下的物种种群。
2000年，波伊朗岛被纳入若昂維埃拉和波伊朗國家公園当中，成为世界非洲生物圈保护区网络的一部分，目前，几内亚比绍政府派遣护林员定期监控岛上情况，比热戈斯群岛的居民参与国家公园的管理和决策，他们被允许进行传统的仪式，并在缩小规模的前提下捕捉少量海龟以进行仪式，同时当地居民也同意少数研究人员和游客登岛，在海滩观光及开展研究（森林则仍然不允许进入）。2007年，国家公园的工作人员开始定期监测海龟巢穴的情况。